# Абасыянык, Саит Фаик
Саи́т Фаи́к Абасыяны́к (тур. Sait Faik Abasıyanık; 18 ноября 1906, Адапазары — 11 мая 1954, Стамбул) — турецкий писатель и педагог.

## Биография
Родился в семье состоятельного торговца. В 1928 году поступил на факультет тюркологии Стамбульского университета, но в 1930 году под влиянием отца отправился изучать экономику в Швейцарию. Бросив обучение, три года жил во Франции, в Гренобле. После возвращения в Турцию преподавал турецкий язык в армянской школе для сирот. Его попытки заниматься бизнесом успеха не имели. С 1934 года посвятил свою жизнь литературе. Первый его сборник рассказов «Самовар» вышел в 1936 году.
Умер от цирроза печени вследствие чрезмерного употребления спиртных напитков.
Похоронен в Стамбуле на кладбище Зинджирликуйу.

## Творчество
Абасыянык сыграл большую роль в становлении современной турецкой прозы, особенно жанра рассказа, дав ему новую жизнь своим резким, но гуманистическим изображением чернорабочих, детей, безработных, бедняков. Писатель выдвинул на первый план сложный внутренний мир «маленького человека», достигнув высокого мастерства в его изображении. Его произведения лиричны и имеют несколько импрессионистскую окраску. Местом их действия являются Стамбул или ближайшие острова. Море всегда было важнейшей темой его творчества.

### Романы
- «Мотор круговорота жизни» (тур. Medari maişet motoru, 1944).
- «Розыски потерянного» (тур. Kayıp aranıyor, 1953).

### Сборники рассказов
- «Самовар» (тур. Semaver, 1936).
- «Водоём» (тур. Sarnıç 1939).
- «Лишний человек» (тур. Lüzumsuz adam, 1948).
- «Кофейня в квартале» (тур. Mahalle kahvesi», 1950).
- «Облако на небе» (тур. Havada bulut, 1951).
- «Компания» (тур. Kumpanya, 1951).
- «У водоёма» (тур. Havuz başı, 1952).
- «Последние птицы» (тур. Son kuşlar, 1952).
- «Змея на горе Алемдаг» (тур. Alemdağında var bir yılan, 1954).
- «Не очень сладкий» (тур. Az şekerli, 1954).
- «Мальчик в тоннеле» (тур. Tüneldeki çocuk, 1955).
- «Из зала суда» (тур. Mahkeme kapısı, 1956) — очерки и репортажи, опубликованные в газетах и журналах.

Также перу Саит Фаика принадлежит поэтический сборник «Пришло время любви» (тур. Şimdi sevişme vakti, 1953).

## Память
С 1954 года в Турции вручается ежегодный литературный приз имени Саит Фаика (тур. Sait Faik Hikâye Armağanı) за лучший сборник рассказов.